# Arcimbaldo VII di Borbone
Arcimbaldo VII di Borbone (... – 1171) fu Signore di Borbone, dal 1096, alla sua morte.

## Origine
Arcimbaldo, sia secondo le Gesta Ambaziensium Dominorum, che gli Etude sur la chronologie des sires de Bourbon, Xe-XIIIe siecles, era figlio del Signore di Borbone, Aimone II il Vaire-Vache e della moglie, Lucia di Nevers, che, secondo la Origine et Historia Brevi Nivernensium Comitum, era figlia di Guglielmo, conte associato di Tonnerre.
Aimone II il Vaire-Vache, secondo il documento n° XIV dei Fragments du cartulaire de La Chapelle-Aude è il figlio del Signore di Borbone, Arcimbaldo IV e della moglie, Beliarda, di cui non si conoscono gli ascendenti, come risulta dal documento n° XVII delle Preuves de l'Etude sur la chronologie des sires de Bourbon, Xe-XIIIe siecles, con data imprecisata, in cui Arcimbaldo, figlio di Arcimbaldo III che fece costruire la chiesa di Montet (Archimbaldus, illius Archimbaldi filius qui ecclesiam de Monticulo construxit) e di Beltrude (filius Bderrud) fece una donazione.

## Biografia
Arcimbaldo viene citato assieme alla madre, nel documento 1K dei Titres de la maison ducale de Bourbon, tome premier, in cui, suo padre, Aimone, assieme alla moglie e al figlio, Arcimbaldo (Aymon, fils d'Archambaud le Fort sa femme et son fils, Archambaud) fece una donazione ai monaci (religeux) di Montcenis (Moncenoux).
Suo cugino, Arcimbaldo VI il Pupillo, che governava la signoria di Borbone, assieme a suo padre, Aimone II, morì nel 1116, senza eredi, per cui Aimone II rimase l'unico signore e continuò a governare da solo.
Secondo gli Etude sur la chronologie des sires de Bourbon, Xe-XIIIe siecles, anche suo padre, II, Aimone morì in quella data.
Vi sono però due documenti dei Titres de la maison ducale de Bourbon, del 1120 circa, in cui Aimone II viene citato: il n° 3, in cui Aimone vende un bosco, e il n° 4, in cui Aimone , col consenso della moglie, cede l'usufrutto di un bosco alla chiesa di Montet, per cui, pur non conoscendo l'anno esatto della morte di Aimone, si può ritenere che sia avvenuta nel 1120 circa. Ad Aimone succedette il figlio primogenito, Arcimbaldo, come Arcimbaldo VII.
Uno dei primi atti di Arcimbaldo fu di concedere, nel 1123, immunità e franchigie all'abbazia di Saint-Menoux, come riportano gli Etude sur la chronologie des sires de Bourbon, Xe-XIIIe siecles.
Altri due documenti dei Titres de la maison ducale de Bourbon testimoniano l'operato di Arcimbaldo: il n° 4B, datato 1125, che riguarda la cessione di un bosco, ed il n° 4C, tra il 1136 ed il 1139 in cui Arcimbaldo, e la moglie, Agnese di Savoia (Archambaudus et Agnes eius uxor), mantengono le usanze di Montcenis (leur ville franche de Moncenoux).
Il matrimonio con Agnese l'aveva fatto diventare cognato del re di Francia, Luigi VI, che aveva sposato la sorella di Agnese, Adelaide; Arcimbaldo, nel 1147, fu al seguito del nipote, il nuovo re di Francia, Luigi VII, durante la seconda crociata; per partecipare alla crociata dovette richiedere un prestito ai monaci di Souvigny.
Ritornato dalla Terra santa, nel 1149, due anni dopo, Arcimbaldo concesse delle franchigie a Limoise.
Il suo rapporto con Luigi VII rimase buono (nel 1162, Luigi VII fece visita ad Arcimbaldo, a Souvigny) anche dopo che per i suoi domini in Aquitania era divenuto vassallo del duca d'Aquitania, Enrico, futuro re d'Inghilterra, che nel 1165, fu giudice nella disputa tra Arcimbaldo ed il cugino, Pietro; il documento n° 11 dei Titres de la maison ducale de Bourbon, conferma l'accordo in presenza di Enrico II e Riccardo Cuor di Leone.
La personalità di Arcimbaldo era talmente presa in considerazione, che fu chiamato ad arbitrare la controversia tra il conte d'Alvernia, Guglielmo VIII e il vescovo di Clermont.
Arcimbaldo morì nel 1171; anche il Chronicon Cluniacense riporta la morte di Arcimbaldo (Archimbaudus VI, filius Aymonis) in quella data (MCLXXI). Essendogli premorto il suo unico figlio maschio, nella signoria, gli succedette la nipote, Matilde, sotto tutela della madre, Alice di Borgogna, e della nonna, Agnese di Savoia, come riportano gli Etude sur la chronologie des sires de Bourbon, Xe-XIIIe siecles.

## Matrimonio e discendenza
Arcimbaldo, secondo l'Histoire du Bourbonnais et des Bourbons qui l'ont possédé, aveva sposato Agnese di Savoia, figlia di Umberto II, il sesto Conte di Savoia e Conte d'Aosta e Moriana e marchese d'Italia, sorella della regina di Francia, Adelaide, moglie del re di Francia, Luigi VI.
Arcimbaldo da Agnese ebbe due figli:
- Arcimbaldo (1140 - † 1169[23]);
- Agnese, che sposò Ebles IV Signore di Charenton.

## Ascendenza
|                               |   |            | Genitori |  |  | Nonni |  |  | Bisnonni                  |  |  | Trisnonni                |  |
|                               |   |            |          |  |  |       |  |  | Arcimbaldo III di Borbone |  |  | Arcimbaldo II di Borbone |  |
|                               |   |            |          |  |  |       |  |  | Arcimbaldo III di Borbone |  |  | Arcimbaldo II di Borbone |  |
|                               |   | Ermengarda |          |  |  |       |  |  | Arcimbaldo III di Borbone |  |  |                          |  |
| Arcimbaldo IV di Borbone      |   |            |          |  |  |       |  |  | Arcimbaldo III di Borbone |  |  |                          |  |
|                               |   | Beltrude   | …        |  |  |       |  |  |                           |  |  |                          |  |
|                               |   | Beltrude   | …        |  |  |       |  |  |                           |  |  |                          |  |
|                               |   | Beltrude   | …        |  |  |       |  |  |                           |  |  |                          |  |
| Aimone II di Borbone          |   | Beltrude   |          |  |  |       |  |  |                           |  |  |                          |  |
|                               |   | …          | …        |  |  |       |  |  |                           |  |  |                          |  |
|                               |   | …          | …        |  |  |       |  |  |                           |  |  |                          |  |
|                               |   | …          | …        |  |  |       |  |  |                           |  |  |                          |  |
| Beliarda                      |   | …          |          |  |  |       |  |  |                           |  |  |                          |  |
|                               |   | …          | …        |  |  |       |  |  |                           |  |  |                          |  |
|                               |   | …          | …        |  |  |       |  |  |                           |  |  |                          |  |
|                               |   | …          | …        |  |  |       |  |  |                           |  |  |                          |  |
| Arcimbaldo VII di Borbone     |   | …          |          |  |  |       |  |  |                           |  |  |                          |  |
|                               | … | …          |          |  |  |       |  |  |                           |  |  |                          |  |
|                               | … | …          |          |  |  |       |  |  |                           |  |  |                          |  |
|                               | … | …          |          |  |  |       |  |  |                           |  |  |                          |  |
| Guglielmo II, conte di Nevers | … |            |          |  |  |       |  |  |                           |  |  |                          |  |
|                               |   | …          | …        |  |  |       |  |  |                           |  |  |                          |  |
|                               |   | …          | …        |  |  |       |  |  |                           |  |  |                          |  |
|                               |   | …          | …        |  |  |       |  |  |                           |  |  |                          |  |
| Lucia di Nevers               |   | …          |          |  |  |       |  |  |                           |  |  |                          |  |
|                               |   | …          | …        |  |  |       |  |  |                           |  |  |                          |  |
|                               |   | …          | …        |  |  |       |  |  |                           |  |  |                          |  |
|                               |   | …          | …        |  |  |       |  |  |                           |  |  |                          |  |
| …                             |   | …          |          |  |  |       |  |  |                           |  |  |                          |  |
|                               |   | …          | …        |  |  |       |  |  |                           |  |  |                          |  |
|                               |   | …          | …        |  |  |       |  |  |                           |  |  |                          |  |
|                               |   | …          | …        |  |  |       |  |  |                           |  |  |                          |  |
|                               |   | …          |          |  |  |       |  |  |                           |  |  |                          |  |

### Fonti primarie
- (LA)  (FR)  Etude sur la chronologie des sires de Bourbon, Xe-XIIIe siecles.
- (LA)  (FR)  Titres de la maison ducale de Bourbon, tome premier
- (LA)  Fragments du cartulaire de La Chapelle-Aude
- (LA)  Chroniques des comtes d'Anjou
- (LA)  Recueil des historiens des Gaules et de la France, Tome 12

### Letteratura storiografica
- (FR)  Histoire du Bourbonnais et des Bourbons qui l'ont possédé, Volume 1.
- (FR)  R. Germain, Les sires de Bourbon et le pouvoir : de la seigneurie à la principauté,  Actes des congrès de la Société des historiens médiévistes de l'enseignement supérieur public. № 23, 1992, pp. 195–210.